# Chaka Fattah

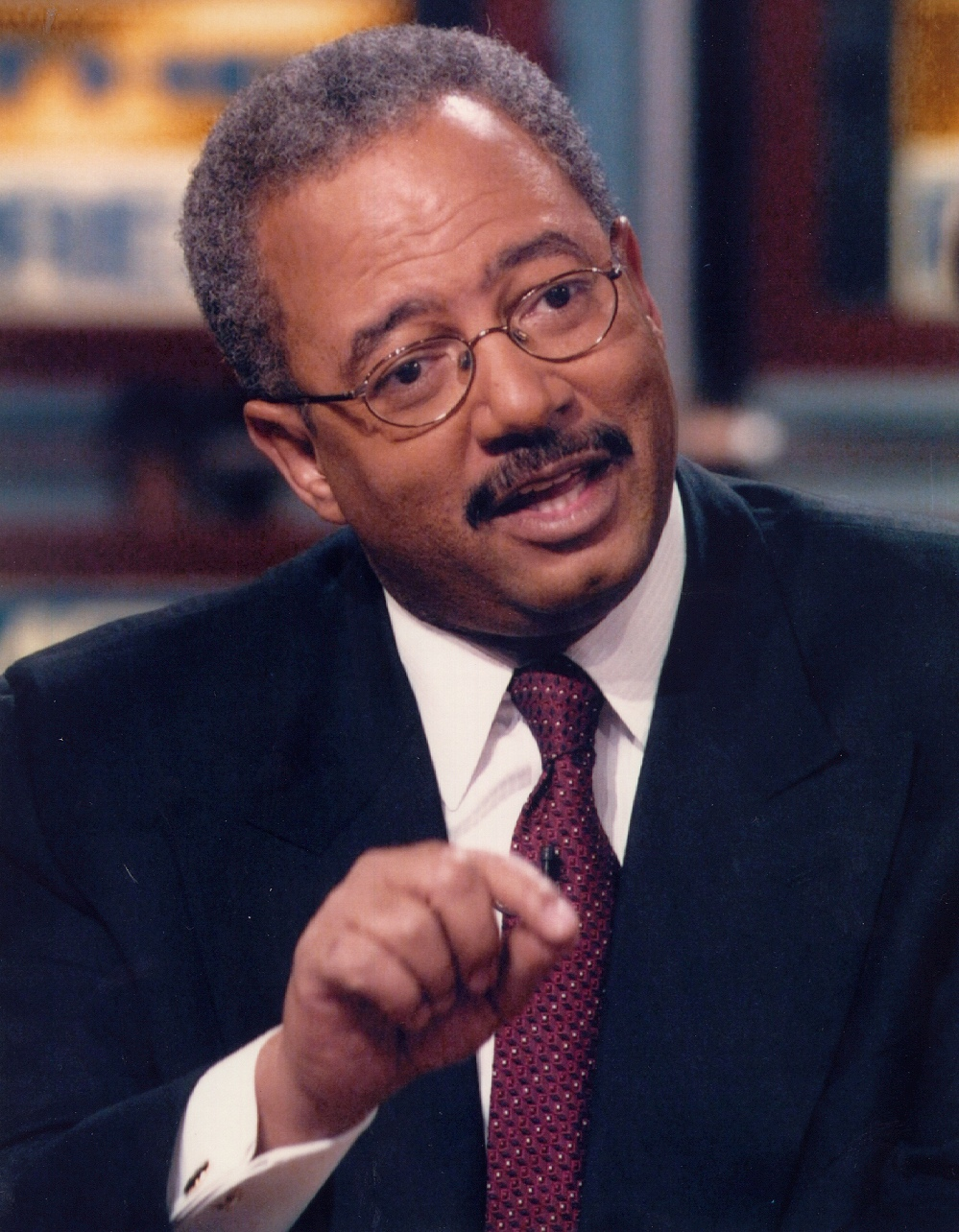
Chaka Fattah

Chaka Fattah (* 21. November 1956 in Philadelphia, Pennsylvania) ist ein US-amerikanischer Politiker. Zwischen 1995 und 2016 vertrat er den Bundesstaat Pennsylvania im US-Repräsentantenhaus.

## Werdegang
Chaka Fattah wurde als Arthur Davenport geboren. Seine Mutter änderte seinen Namen nach der Heirat mit einem afroamerikanischen Bürgerrechtsaktivisten. Er besuchte die Overbrook High School und das Community College in Philadelphia. Bis 1986 belegte er verschiedene Studiengänge an der University of Pennsylvania. Zwischenzeitlich studierte er an der zur Harvard University gehörenden John F. Kennedy School of Government. In den Jahren 1980 und 1981 arbeitete er für die Stadtverwaltung von Philadelphia. Dabei gehörte er zum Referat für Städtebau und städtische Weiterentwicklung. Politisch schloss er sich der Demokratischen Partei an. Zwischen 1982 und 1988 war er Abgeordneter im Repräsentantenhaus von Pennsylvania. Danach saß er von 1988 bis 1994 im Staatssenat.
Bei den Kongresswahlen des Jahres 1994 wurde Fattah im zweiten Wahlbezirk von Pennsylvania in das US-Repräsentantenhaus in Washington, D.C. gewählt, wo er am 3. Januar 1995 die Nachfolge von Lucien E. Blackwell antrat. Da er bei den folgenden Wahlen jeweils wiedergewählt wurde, konnte er sein Mandat bis zu seinem Rücktritt am 23. Juni 2016 ausüben. In seine Zeit als Kongressabgeordneter fielen die Terroranschläge am 11. September 2001, der Irakkrieg und der Militäreinsatz in Afghanistan. Fattah ist Mitglied im Bewilligungsausschuss und in zwei Unterausschüssen.
Im Jahr 2015 geriet er mit dem Gesetz in Konflikt. Am 29. Juli des Jahres wurde er wegen krimineller Vergehen, unter anderem Beteiligung an Geldwäsche und Bestechung angeklagt. Am 21. Juni 2016 wurde er in 23 Anklagepunkten für schuldig gesprochen. Daraufhin legte er am 23. Juni sein Mandat im Kongress nieder. Im Falle seiner Verurteilung legte er nach der Entscheidung des Obersten Gerichtshofes, der den Begriff Bestechung (Bribery) neu definierte, Berufung ein. Er bewarb sich erfolglos in den Vorwahlen seiner Partei für eine weitere Kongresskandidatur.
Chaka Fattah ist zum zweiten Mal verheiratet und hat vier Kinder.